# Tangzhuang
El Tangzhuang ( en chino :唐裝; en pinyin : Tángzhuāng ; literalmente 'traje chino'), también conocido como camisa Han, traje Tang y camisa Tangshan en Taiwán, es un tipo de ropa tradicional usada por los chinos desde la dinastía Qing hasta los tiempos modernos. Se caracteriza por cuellos altos y hebillas.Después de la década de 1950, algunos trajes Tang absorbieron algunas características de sastrería de estilo occidental, como sastrería tridimensional y mangas en los hombros. Los trajes Tang a los que se hace referencia en Hong Kong, Macao y Taiwán incluyen vestidos largos para hombres, chaquetas de punto y chaquetas de punto tanto para hombres como para mujeres.

## Etimología
El término traje Tang fue acuñado por chinos de ultramar en los primeros años. En la historia china, la reputación de la dinastía Tang se extendió por todas partes, y los extranjeros a menudo llamaban a los chinos "pueblo Tang ". En particular, los chinos de ultramar en Guangdong y Fujian a menudo se enorgullecen de llamarse gente Tang, y las áreas residenciales chinas se llaman " barrios chinos ". Este término fue originalmente popular en las comunidades chinas de Europa y América, así como en Hong Kong y Macao.
El concepto de traje Tang originalmente tenía dos significados: uno se refiere a la vestimenta de las personas en la dinastía Tang; Su segundo significado puede estar relacionado con conceptos como "Chinatown" y "Tangren" que involucran a chinos en el extranjero, refiriéndose principalmente a la "ropa china" reconocida en el extranjero. Desde que se presentó oficialmente un conjunto de "ropa china" rediseñada en la reunión informal de líderes de APEC en Shanghái el 21 de octubre de 2001, el término traje Tang tiene un nuevo tercer significado, que se refiere específicamente a El conjunto rediseñado de "ropa china" se convirtió rápidamente popular entre las comunidades chinas en el país y en el extranjero. Yuan Jieying, profesor de la Academia de Bellas Artes de la Universidad de Tsinghua, señaló que el traje Tang no es el desarrollo de la ropa de la dinastía Tang, sino la continuación y mejora de la ropa manchú.
Ding Chao, investigador de historia Qing en la Universidad Renmin de China, cree que los trajes Tang actuales se desarrollaron a partir de las chaquetas cruzadas y las armaduras de la dinastía Ming y las chaquetas mandarín de la dinastía Qing.
La ropa relevante también se llama ropa Han " Hanfu " en literatura, libros y periódicos relevantes:
La crónica local "Manuscrito Chengzhi del condado de Datong" en el período Guangxu de la dinastía Qing registra que algunos nativos vestían " Hanfu ", que era la vestimenta del pueblo Han en la dinastía Qing; Zhang Tingxiu, historiador en la República de China: "La mayoría de los hombres Miaoyi de hoy usan Hanfu y pueden hablar chino". ; "Maguan County Chronicles · Customs" también usó el término "Hanfu" para referirse a este tipo de ropa; el erudito tibetano Sangre Gyatso también mencionó que vestía "Hanfu"; Ponte un conjunto de chaquetas de punto de la nacionalidad Han especialmente diseñadas para él. Al transmitir el Día Nacional de la República Popular China, Xiao Lian se vistió con un hanfu (chaqueta mandarina) para recibir a los invitados de todas las direcciones "". En el artículo "Análisis de la educación vocacional tibetana moderna"  y "Trajes tradicionales de los primeros han en Taiwán" y otros documentos y libros, el término "Hanfu" es equivalente al traje Tang.
A finales de la dinastía Ming, Jianzhou Jurchen estuvo muy influenciado por los trajes Han en el proceso de pasar del "desorganizado" registrado por los coreanos a "la diferencia entre noble y humilde". Afectó a los manchurianos fuera del paso. Dado que el ascenso de Manchuria depende de los beneficios de montar y disparar, el par de faldas y similares son convenientes para montar y disparar. Bajo tales circunstancias, Manchuria, que estaba relativamente atrasada económica y culturalmente, aprendió de la corona y el sistema de vestimenta de la dinastía Ming. [¿Investigación original? ]
Cao Tinglian, un erudito en el período Kangxi de la dinastía Qing, rastreó el origen de la chaqueta hasta las mangas de mapache de la dinastía Sui, y Zhao Yi en el período Qianlong también adelantó la historia de la chaqueta hasta las medias mangas de la dinastía Sui. Dinastías Han y Wei. Hao Yixing creía que la falda, el par de faldas y la chaqueta mandarina pueden considerarse lo mismo, "similar a la misma forma", y Gu Yanwu también equiparó la falda con la chaqueta. A finales de la dinastía Qing, las mangas de mapache en los registros históricos se equipararon oficialmente con las chaquetas de mandarina que se conocían comúnmente en ese momento y las chaquetas de línea en las regulaciones contemporáneas: "En los últimos años, hay un tipo de ropa que es como una chaqueta de remolino, que no llega a la cintura, y las dos mangas solo cubren los codos. Se llama mangas de mapache. . Huele a Yumayuan. Aquellos con faldas cortas por delante y por detrás pueden querer quitárselas cuando se sientan en la silla de montar; las mangas cortas son fáciles de controlar. Los eruditos-burócratas de hoy también obedecen a "Yu Yin: las chaquetas de mandarina que se usan en este mundo son casi las mismas que las de Wang Fusheng". Songyan Xiaolu "dijo: "La teoría de Zeng es similar al vestido de hoy", "la longitud del vestido es tan larga como estar sentado, las mangas son tan largas como el codo y es azul piedra".

## Ropa de épocas similares

### cárdigan
El cárdigan grande evolucionó a partir de la chaqueta, que continuaba con la característica tradicional de apertura de la solapa derecha de la nacionalidad Han

### vestido
El "vestido Xiuhe" se refiere al estilo de faldas popular a finales de la dinastía Qing y principios de la República de China. Se caracteriza por cuellos de lingotes, tapetas con letras y botones de flores . El cuerpo es más estrecho que el cárdigan antiguo, y la falda también es acortado. Este tipo de ropa se usaba como uniforme escolar para las alumnas a principios de la República de China, y el nombre "Traje de Xiuhe" proviene de la aparición de Xiuhe, la heroína de la serie de televisión " Orange is Red ".

### Cheongsam estilo Shanghái
Creado por los sastres Hongbang, se caracteriza por estrechar la cintura y ajustarse al cuerpo, dejando al descubierto la curva de la figura de la mujer. Evolucionado de los vestidos de los hombres.

### chaqueta mandarina moderna
En 2001, la reunión de APEC se llevó a cabo en Shanghái, China. El anfitrión, el presidente chino Jiang Zemin, presentó los trajes que representan a China a los jefes de estado de los países participantes con el nombre de "Traje Tang". Fue diseñado por el diseñador de moda. Yu Ying y originalmente se llamaba " Nuevo traje Tang". Traje Tang ". Es ropa de sastrería tridimensional de estilo occidental.